# Alexeï Chéine

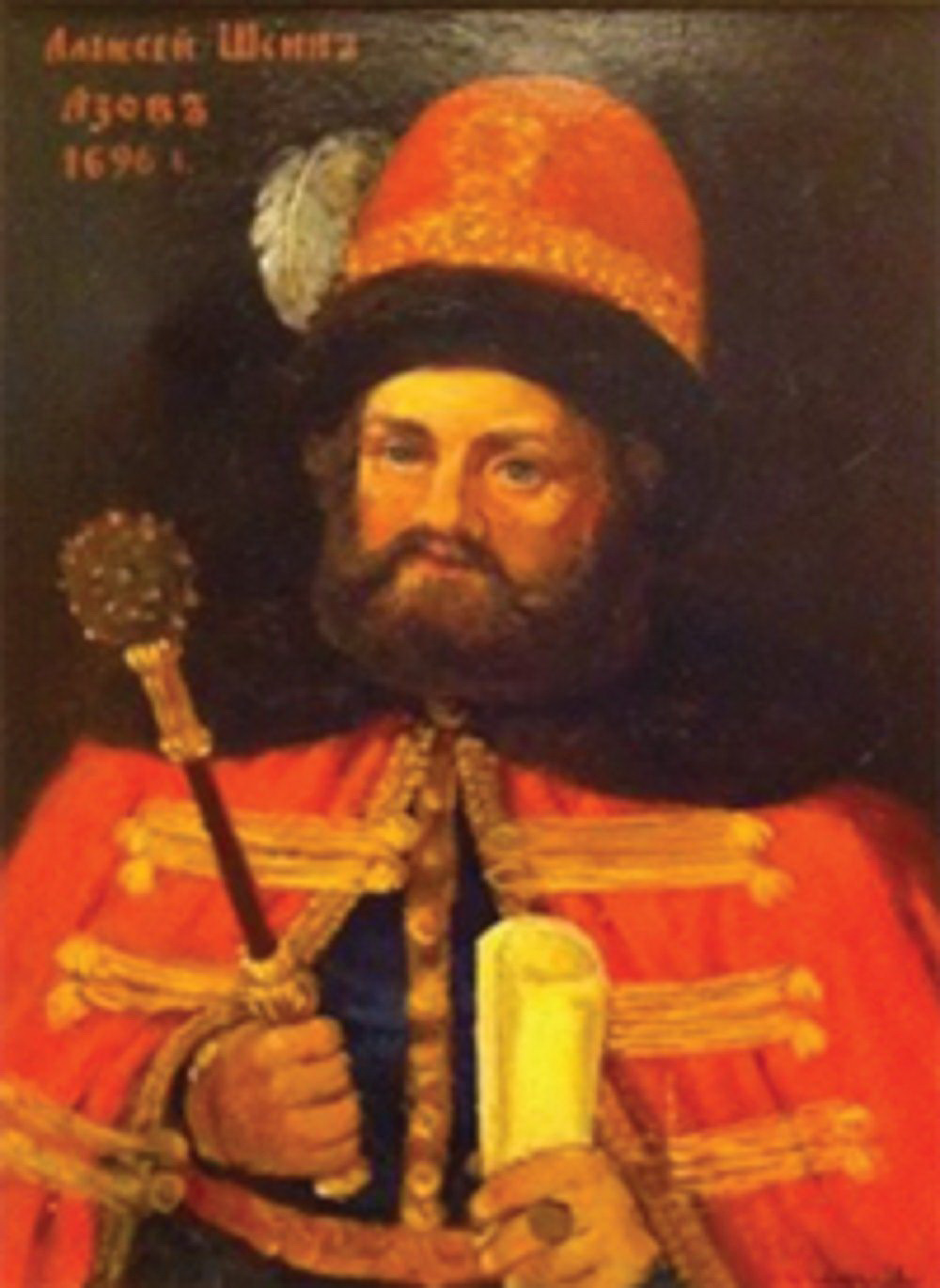
Alexeï Chéine (1662-1700)

Alexeï Sémionovitch Chéine (Алексей Семенович Шеин en russe), né en 1662, mort le 12 février 1700), est un officier et homme d'État russe. Boyard, arrière-petit-fils de Mikhaïl Chéine (en), il fut le premier généralissime russe.

## Résumé biographique

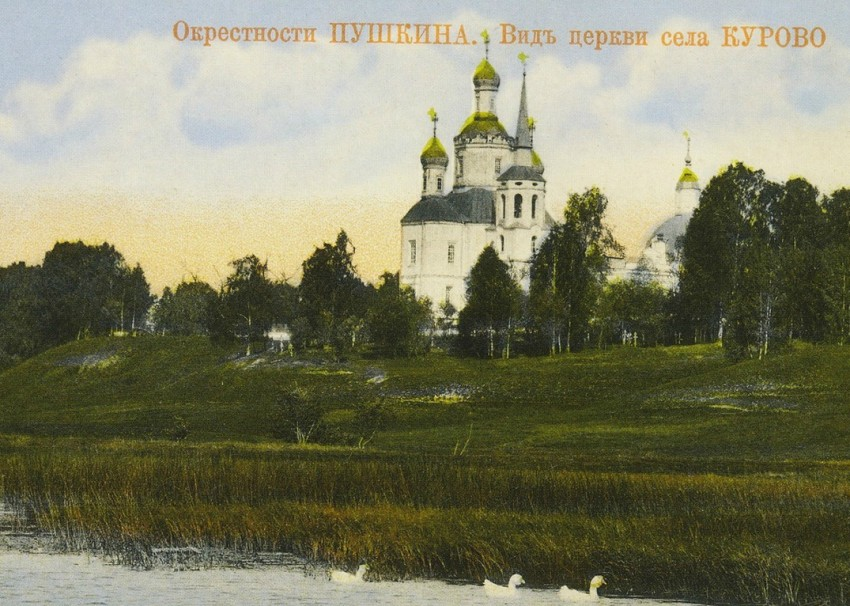
L'église du manoir, construite par A. S. Shein à Kurov, près de Moscou.

Alors qu'il n'était encore qu'un enfant, Chéine assista à l'exécution de Stenka Razine. Devenu adulte, il participa à la cérémonie du sacre de Pierre Ier et d'Ivan V.
Sophia Alexeievna, qui s'était entichée de Chéine, lui accorda le titre de boyard. Il fut gouverneur militaire à Tobolsk et à Koursk de 1680 à 1684. Plus tard il figura parmi les chefs militaires des campagnes de Crimée (1687-1689) et d'Azov (1695 - 1696). Au cours de la deuxième campagne d'Azov en 1696, Chéine était le Commandant en chef des forces terrestres russes. Il se vit octroyé par le tsar le titre de Généralissime, en reconnaissance de ses exploits militaires.
Pierre le Grand étant parti en Grande Ambassade à travers l'Europe (Великое посольство, ou Velikoïe posolstvo), Chéine est nommé en son absence Commandant en chef de l'armée russe et se voit confier la direction de l'artillerie, des reîtres et du département des Affaires étrangères. En 1697, Chéine est vainqueur des Nogaïs et des Tatars de Crimée. En 1698, il est l'un de ceux qui répriment la révolte des streltsy. Au retour de Pierre, cependant, Chéine est disgracié pour ne pas avoir divulgué les liens des streltsy avec la tsarevna Sophia : en signe de déshonneur, il se voit obligé de raser sa barbe de boyard. Il décède à l'âge de 38 ans.

## Source
- (en) Cet article est partiellement ou en totalité issu de l’article de Wikipédia en anglais intitulé « Aleksei Shein » (voir la liste des auteurs).